# هنري كلاي سميث
هنري كلاي سميث (بالإنجليزية: Henry Clay Smith)‏ هو مهندس معماري أمريكي، ولد في 1874، وتوفي في 1945.